# Кости главе
Кости главе су најкомплекснији део акцијалног скелета у коме су смештени мозак и чула. 
Кости главе чине:
- кости лобање (лат. ossa cranii) које формирају кров и базу лобање.

Кости лобање су пљоснате и састоје се од компактног коштаног ткива (спољашњег и унутрашњег) и средњег сунђерастог слоја. Спојене су непокретним зглобовима, лобањским шавовима (suturae cranii) и чине их четири парне и четири непарне кости.
- кости лица (лат. ossa faciei), које чини 15 костију (6 парних и 3 непарне) и све осим доње вилице су спојене непокретним зглобовима са костима базе лобање. Доња вилица је спојена темпоромандибуларним зглобом.